# Lochen am See
Lochen am See (före 2012 Lochen) är en ort och kommun  i Österrike. Den ligger i distriktet Braunau am Inn i förbundslandet Oberösterreich, 240 kilometer väster om huvudstaden Wien. 
Kommunen består av 33 orter (Ortschaften) (inom parentes invånarantal 1 januari 2024):

- Ainhausen (92)
- Astätt (246)
- Babenham (171)
- Bergham (69)
- Daxjuden (18)
- Dirnham (18)
- Edenplain (12)
- Feldbach (144)
- Gebertsham (26)
- Gunzing (54)
- Gutferding (34)
- Hofstätt (7)
- Intenham (34)
- Kerschham (229)
- Koppelstätt (30)
- Kranzing (28)
- Lasberg (14)
- Lochen am See (915)
- Niedertrum (14)
- Oberhaft (75)
- Oberweißau (40)
- Petersham (46)
- Rackersing (26)
- Reitsham (93)
- Scherschham (203)
- Schimmerljuden (6)
- Sprinzenberg (4)
- Stein (60)
- Stullerding (107)
- Tannberg (111)
- Unterlochen (12)
- Wichenham (34)
- Zeisental (4)